# メキシコブナ
メキシコブナ（学名:Fagus mexicana）は、ブナ科の落葉性広葉樹の一種。高さ25～40ｍになる落葉高木で、メキシコのイダルゴ州・プエブラ州・タマウリパス州南西部にまたがるシエラマドレ山脈の高高度の雲霧林にのみ分布する。近縁種のアメリカブナの亜種とされることもある。